# Cephalopterus ornatus
L'uccello parasole amazzonico (Cephalopterus ornatus Geoffroy Saint-Hilaire, 1809) è un uccello passeriforme della famiglia Cotingidae, nell'ambito della quale rappresenta la specie di maggiori dimensioni.

## Descrizione

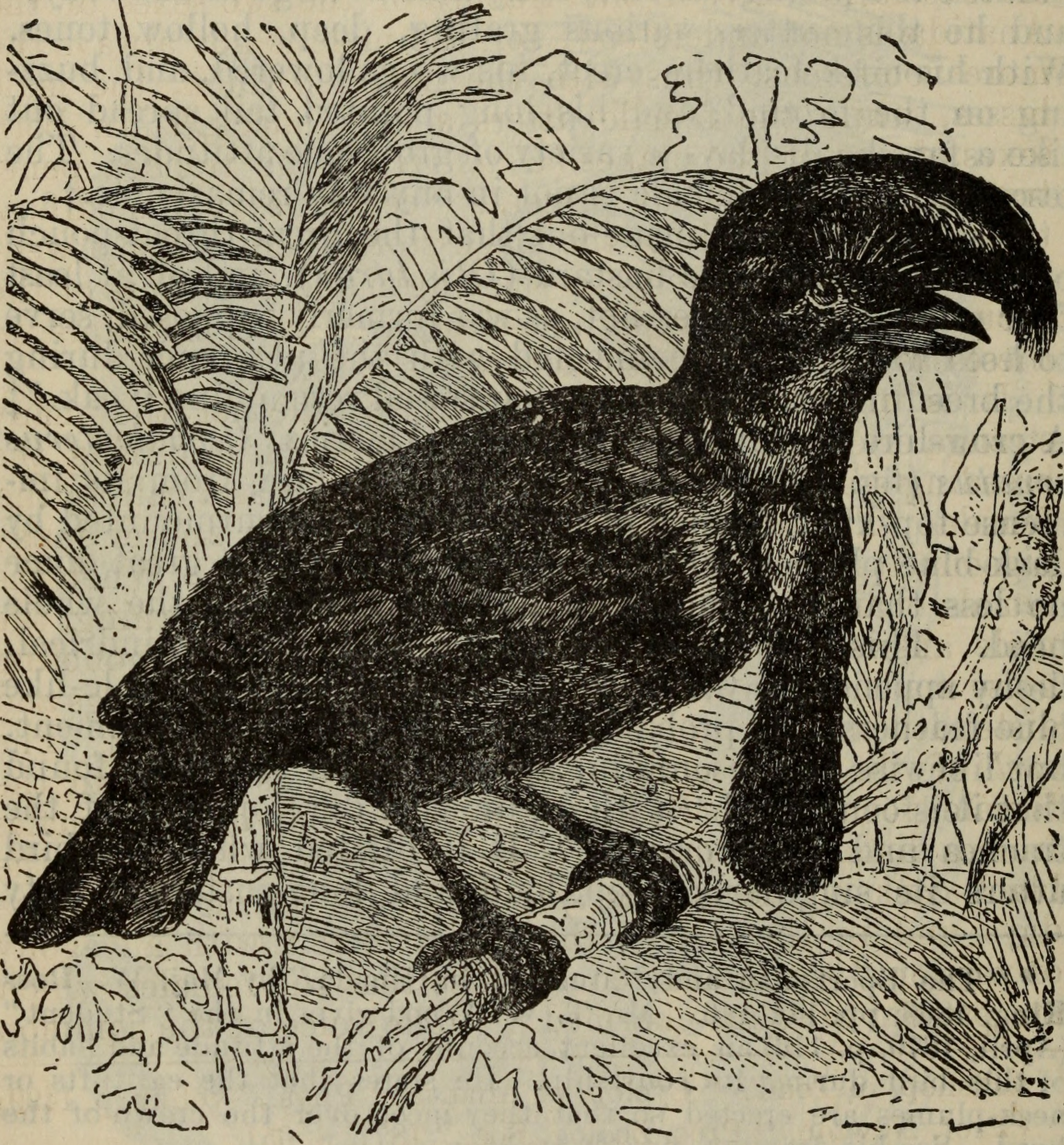
Illustrazione di un maschio.

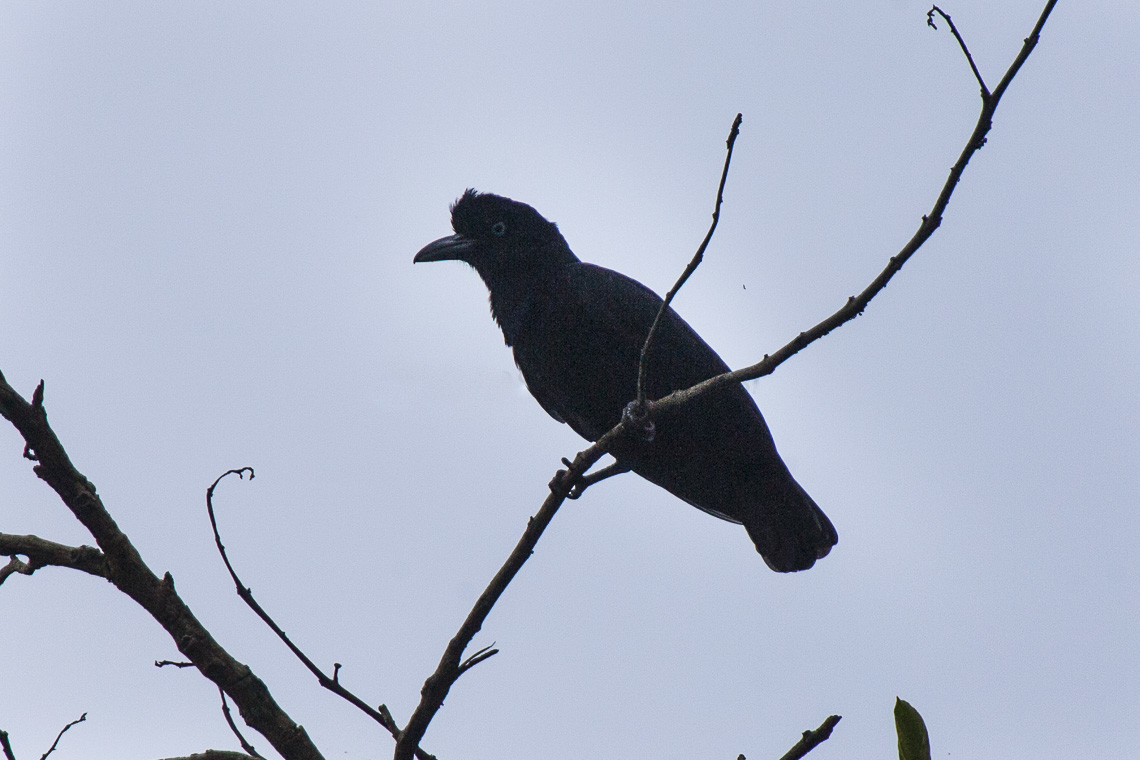
Femmina nel parco nazionale di Manu.

### Dimensioni
Misura 48-51 cm di lunghezza, per un peso di 380-500 g: queste misure ne fanno il suboscino più grande del mondo, nonché il passeriforme più grande del Sudamerica. Le femmine, a parità d'età, sono più piccole e leggere rispetto ai maschi.

### Aspetto
Questi uccelli ricordano i corvi per la forma complessiva del corpo: sebbene infatti in proporzione il loro collo sia più lungo e la coda più corta, come i corvi essi possiedono un lungo becco conico, forti zampe ed aspetto robusto. Come tutti gli uccelli parasole, anche quelli amazzonici sono caratterizzati da penne del vertice allungate e pendule che formano una frangia su fronte e becco, che spesso viene tenuta ripiegata all'indietro a formare un grosso ricciolo sulla nuca, così come dalla presenza di un'escrescenza pendula ricoperta di penne al centro del petto.
Il piumaggio è nero corvino su tutto il corpo. Anche zampe e becco sono di colore nero, mentre gli occhi presentano iride bianco-grigiastra. Le femmine, oltre ad essere più piccole rispetto ai maschi, presentano cresta cefalica e caruncola pettorale meno pronunciate.

## Biologia
Si tratta di uccelli dalle abitudini essenzialmente diurne, che passano la maggior parte della giornata nella canopia alla ricerca di cibo: li si può incontrare sia da soli che in coppie o piccoli gruppi, tuttavia non sono ancora chiare le dinamiche sociali di questi uccelli. Quando volano da un albero all'altro, gli uccelli parasole amazzonici vengono facilmente scambiati per grossi picchi a causa del volo ondulato, tuttavia la completa mancanza di bianco sulle penne delle ali e sul corpo (presente invece in tutti i picchi dell'America meridionale) basta a non indurre in errore l'osservatore. Nonostante le grosse dimensioni e la colorazione piuttosto appariscente, questi uccelli sono molto schivi e riservati, e risulta piuttosto difficile avvistarli.

### Alimentazione
Si tratta di uccelli essenzialmente frugivori, la cui dieta si basa sui frutti di palme e Malpighiaceae, venendo di tanto in tanto integrata con piccoli animali come grossi insetti, rane e lucertole (in particolare quelle del genere Anolis).

### Riproduzione
Il periodo riproduttivo varia a seconda dell'areale preso in considerazione, con un picco di deposizioni in ottobre nella porzione occidentale dell'areale occupato dalla specie e in luglio nella porzione centro-orientale. I maschi si dispongono in lek formati da un piccolo numero di esemplari, che non si vedono ma si sentono fra loro, e competono per le attenzioni delle femmine mediante esibizioni che consistono in un lento oscillare in su ed in giù della testa, accompagnato dal gonfiaggio di collo e caruncola pettorale, che fungono da cassa di risonanza per i richiami profondi e mugghianti di questi uccelli, che possono essere uditi anche a una certa distanza.

Le femmine tendono ad osservare più maschi, prima di scegliere con quale accoppiarsi: dopo l'accoppiamento, esse si occupano in completa autonomia della costruzione del nido (una struttura a coppa fatta di rametti, posta alla biforcazione di un ramo a una decina di metri dal suolo), della cova e delle cure ai nidiacei, mentre i maschi continuano ad esibirsi per attrarre il maggior numero di femmine possibile.

## Distribuzione e habitat
Come intuibile dal nome comune, l'uccello parasole amazzonico è diffuso in tutta la porzione centro-occidentale del bacino dell'Amazzonia, dalle pendici orientali delle Ande di Colombia, Ecuador, Perù e Bolivia ad est fino allo Xingu, a sud fino Mato Grosso e alle sorgenti del Paraguay e a nord fino al medio bacino dell'Orinoco in Venezuela e ad alcuni siti in Guyana sud-orientale.
L'habitat di questi uccelli è rappresentato dalle aree di foresta pluviale in prossimità dei corsi d'acqua.